# Легіон (футбольний клуб, Таллінн)
Легіон (Таллінн) (ест. TJK Legion) — естонський футбольний клуб з Таллінна, заснований 4 січня 2007.

## Історія
Заснований 2007 року. У 2008 виступав у другій лізі, де посів друге місце та здобув право виступаити в першій лізі. 
З 2009 по 2011 «легіонери» виступали в першій лізі, де посідали місця не вище шостого, а в 2011 клуб посів передостаннє місце та вибув до другої ліги.
У 2018 столичні футболісти здобули право виступати в першій лізі, а наступного року «легіонери» посівши перше місце отримали право дебютувати в Мейстрілізі.
За підсумками першого сезону в Мейстрілізі столичний клуб фінішував сьомим, наступного року «легіонери» посіли п'яту сходинку.
Чемпіонат 2022 року столичний клуб завершив на дев'ятому місці та в матчах плей-оф зберіг прописку на наступний сезон але згодом відмовився від подальшої участі та заявився до першого дивізіону.

## Стадіон
Домашнею ареною команди є «Кадріорг» багатофункціональний стадіон, розташований в Таллінні, в районі Кесклінн. Один з найбільших стадіонів Естонії. Стадіон був відкритий в 1926 році. Трибуни вміщують 5000 глядачів.